# Mycobacterium leprae
Mycobatecterium leprae je bakterie, která se většinou vyskytuje v teplých tropických zemích, způsobující lepru („Hansenova nemoc“). Je to intracelulární, pleomorfní, acidorezistentní bakterie. M. leprae je aerobní bacillus obklopený charakteristickým voskovým povlakem, jenž je unikátní pro mykobakterie. Ve velikosti a tvaru se velmi podobá Mycobacterium tuberculosis.
Tato bakterie se vyskytovala například v Anglii. Byla objevena roku 1873 norským lékařem Gerhardem Armauerem Hansenem (1841–1912), který hledal bakterie v těle pacientů s leprou.
M. leprae byla citlivá na lék Dapson (tzn. diaminodiphenylsulfone, první účinná léčba, která byla v roce 1940 objevena pro léčbu lepry), ale v průběhu času se stala vůči tomuto antibiotiku rezistentní.[zdroj?]
V současné době je používána tzv. mnohočetná léčba (MDT), jež je doporučena WHO. U pacientů léčených MDT, zemře vysoký podíl bacilů v krátkém čase, aniž by se projevila okamžitá úleva od příznaků. To naznačuje, že malomocenství (lepra) je částečně způsobeno přítomností odumřelých buněk v těle nemocného.

## Galerie

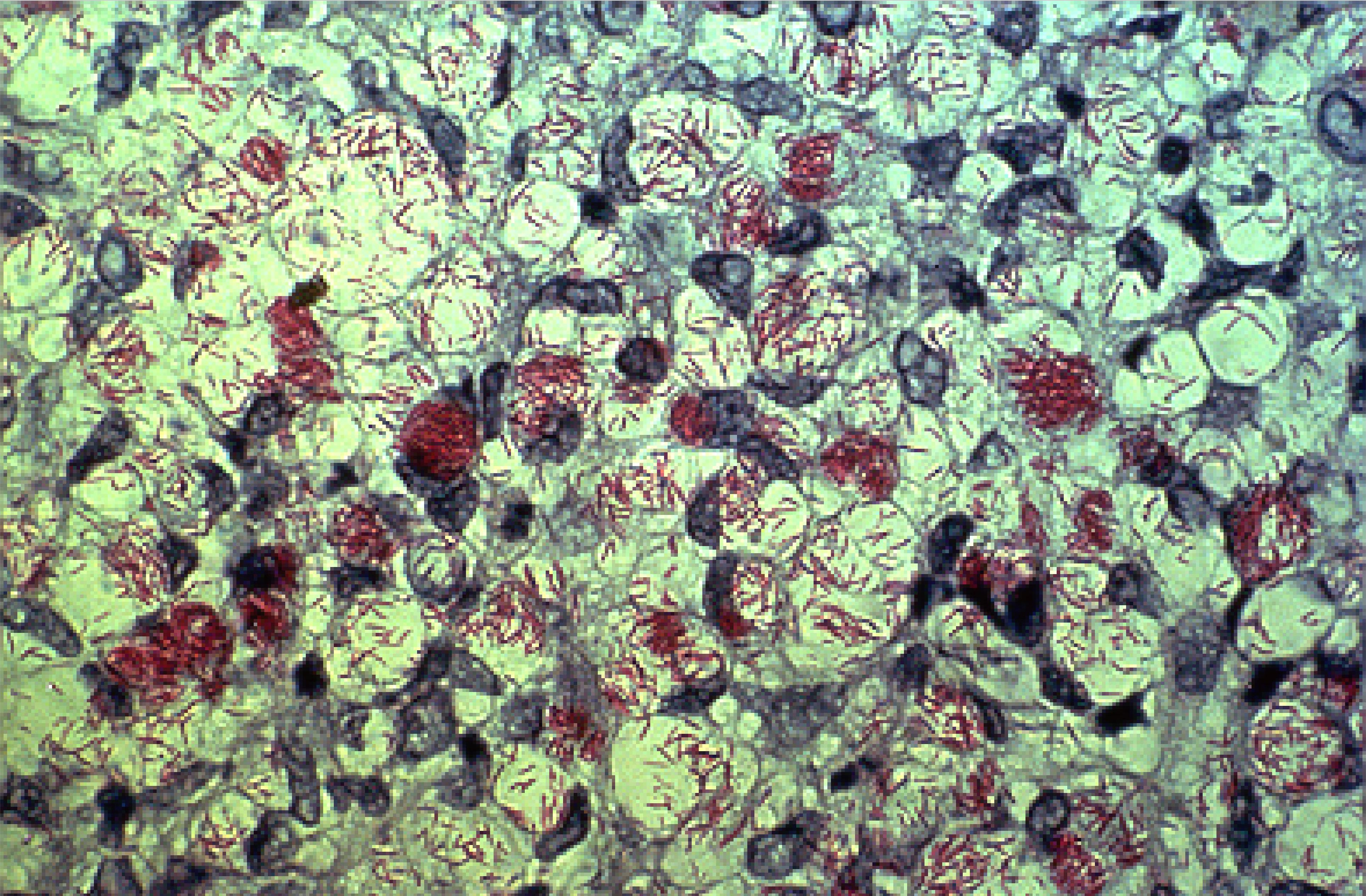
Mycobacterium leprae
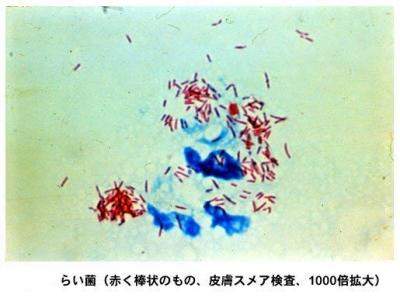
Mycobacterium leprae